# Mecometopus mniszechii
Mecometopus mniszechii är en skalbaggsart som beskrevs av Louis Alexandre Auguste Chevrolat 1862. Mecometopus mniszechii ingår i släktet Mecometopus och familjen långhorningar.
Artens utbredningsområde är Paraguay. Inga underarter finns listade i Catalogue of Life.